# Steerecleus
Steerecleus là một chi rêu trong họ Brachytheciaceae.